# Povratak Katarine Kožul (1989.)
Povratak Katarine Kožul, hrvatski dugometražni film iz 1989. godine.